# 23 vendémiaire
23 jour complémentaire 23 brumaire
Le tridi 23 vendémiaire, officiellement dénommé jour du navet, est le 23e jour de l'année du calendrier républicain.
C'était généralement le 14e jour du mois d'octobre dans le calendrier grégorien.